# Romualdas Kozyrovičius
Romualdas Kozyrovičius (* 28. Januar 1943 in Trakai) ist ein litauischer Bauingenieur und Diplomat.

## Leben
1979 absolvierte er das Studium am Vilniaus inžinerinis statybos institutas. Von 1970 bis 1980 leitete er die Interkolchosbauorganisation Vilnius und von 1980 bis 1989 arbeitete er im Verband von Interkolchosbauorganisationen. Von 1990 bis 1991 war er Minister  für Materialressourcen im Kabinett Prunskienė, von 1992 bis 1993 Vorstandsvorsitzender der Kommerzbank „Hermis“, ab 1993 Botschafter und Mitarbeiter im Außenministerium Litauens.